# エリアルール
| YF-102。胴体はほぼストレートで最後尾が急激にすぼまる。 |  | YF-102A。胴体がくびれており、最後尾のすぼみは無い。 |
| YF-102。胴体はほぼストレートで最後尾が急激にすぼまる。 |  | YF-102A。胴体がくびれており、最後尾のすぼみは無い。 |

エリアルール(Area Rule)とは、遷音速（マッハ 0.8 - 1.2 程度）で飛行する航空機の設計手法の一つ。面積法則・断面積の法則・断面積分布法則とも呼ばれる。断面積変化を小さくすることで音速付近における抗力増大を抑えるもの。オーストリアの技術者オットー・フレンツェルが1943年から1944年にかけて研究し、1944年にドイツ特許を取得している。その後1950年代に NACA（当時。現 NASA）のリチャード・ウィットカムが、おそらく独自に発見した。1955年9月に国家機密事項から解除された。

## 概要
超音速で飛翔する砲弾は断面積変化がなめらかな方が高速であるという事実は、19世紀から砲術家の間では知られていた。航空機について、機首から順に機体を「輪切り」にするように断面積を考えると、機首部分では胴体のみだが、機体中部付近では胴体に加えて主翼があるため、ここで断面積の急増が生じる。これを緩和するために胴体を「くびれ」させることが考えられた。ウィットカムはNACAラングレー研究センターの遷音速風洞で膨大な試験を行い、このことを確かめた。この貢献により、彼は1954年のコリア・トロフィー（Collier Trophy : アメリカの航空業界における最も権威ある賞）を授与された。

## 適用例
F-102 の原型、YF-102 のエピソードが有名である。YF-102（1953年10月24日初飛行）は超音速での飛行を意図して設計されたものの、マッハ1付近での抗力増加が非常に大きく、音速を突破できなかった（1954年8月）。YF-102の胴体はほぼストレートであり、主翼部分より後が急激にすぼまっており、断面積変化が急激であった。そこでエリアルールを適用して設計を変更し、主翼部分の胴体に「くびれ」をつけ、最後尾のすぼまりを無くした (YF-102A) ところ、マッハ 1 付近での抗力が半分近くも減少し、上昇中に音速を突破した（1954年12月21日）。この胴体のくびれは、女性の腰のくびれに見立てて『マリリン・モンロー型』、あるいはコカ・コーラのガラスのボトルのくびれに見立てて『コカ・コーラ型』（コークボトル・シェイプ）とも呼ばれた。

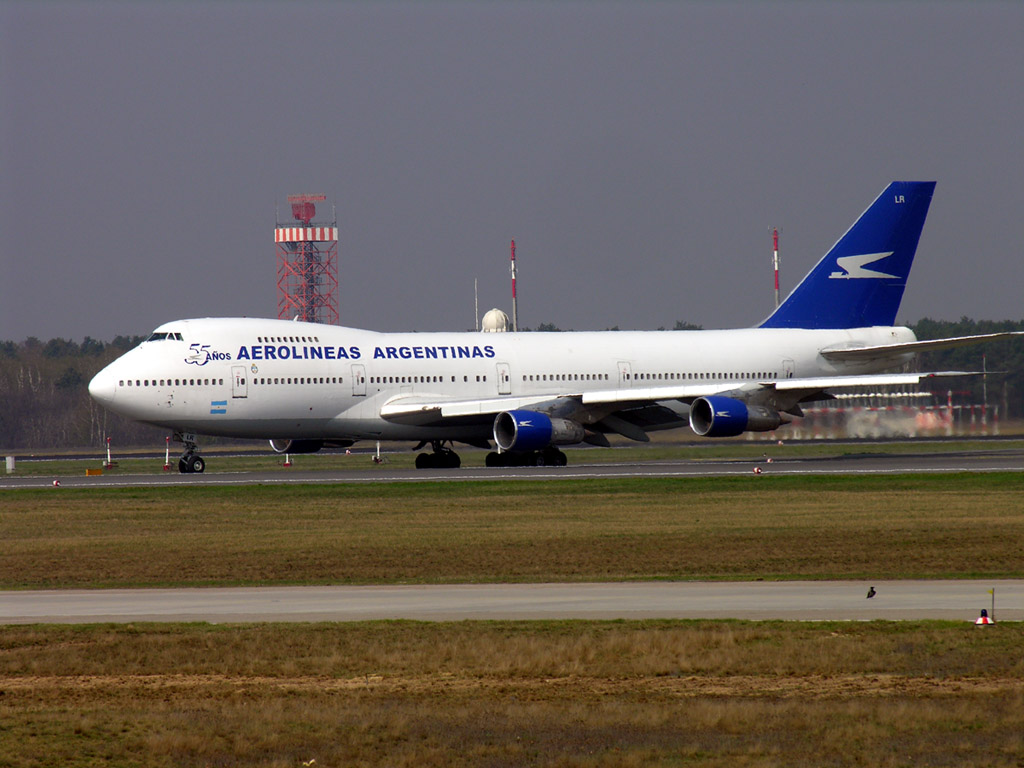
アルゼンチン航空の747-200

別の例として、ボーイング747 がある。マッハ 0.85 程度の高亜音速で巡航するこの4発ジェット旅客機は、胴体の機首部分のみが2階建てで若干盛り上げる造形により機首部分断面積と機体中部（胴体+主翼）断面積の差を減少させ、断面積変化をなめらかにすることで抗力減少の効果を得ている。当初は貨物輸送機として設計が開始されたため、胴体前部からコンテナを積み込めるようにするべく採用された2階建て構造であったが抗力の減少に予想外の効果が認められ、ボーイング747-300以降では2階建て部分を主翼直前にまで延長し、それにより抗力発散マッハ数が高められた。
尾翼つきのジェット戦闘機の場合は、主翼と尾翼が近い位置に存在する例が多いが、それがために主翼後方で急激に断面積が減少し、尾翼の位置でまた断面積が増加する事になり、エリアルール上の問題となる。そのためF/A-18においては、主翼と水平尾翼の間に垂直尾翼を配置して、断面積変化を抑える設計がなされており、それ以降の多くの戦闘機に踏襲されている。
一方でエリアルールを適用しない機体も存在する。Su-15は開発時に機体の内容積が小さい事が問題視され、エリアルールの適用を諦めて胴体の絞りを無くしたが、それでもマッハ2級を達成している。エンジン推力に任せて遷音速領域を突破し超音速域に突入してしまえば、最早エリアルールの有無による差が小さくなるからである。また、音速付近で行われることが多いとされる空戦ではエリアルールの有無差にも増して機外搭載ミサイルなどの抵抗も大きい。